# سيدلر (غرغان بوي)
سیدلر (بالفارسية: سیدلر) هي قرية تقع في إيران في قسم غرغان بوي الريفي. يقدر عدد سكانها بـ 385 نسمة .